# Pokopavanje (Tizian, 1559)
Pokopavanje je slika olje na platnu iz leta 1559 beneškega slikarja Tiziana, ki jo je naročil Filip II. Španski. Upodablja Jezusov pokop v kamnitem sarkofagu, ki je okrašen z upodobitvama Kajna in Abla ter žrtvovanjem Izaka. Slika meri 137 cm × 175 cm in je zdaj v muzeju Prado v Madridu. Tizian je naredil več drugih slik, ki prikazujejo isto temo, vključno s podobno različico iz leta 1572, ki je bila dana kot darilo Antoniu Pérezu in je zdaj tudi v Pradu, ter zgodnejšo različico okoli leta 1520, narejeno za vojvodo Mantovskega in je zdaj v Louvru.
Slika je druga na to temo, ki jo je Tizianu naročil španski Filip II. Manjša različica leta 1557 je bila izgubljena na poti v Španijo. Ta druga večja različica je bila poslana v Španijo leta 1559 skupaj s Tizianovo Diana in Kalisto ter Diana in Acteon, ki je prispela v El Escorial leta 1574, kjer je bila razstavljena v Iglesia Vieja (stara cerkev) poleg dveh drugih Tizianovih slik: njegovega Čaščenja treh kraljev in njegova druga različica Mučeništvo svetega Lovrenca iz leta 1567. Tizian kopira elemente te slike v svoji poznejši različici iz leta 1572, ki jo je dal Antoniu Pérezu.

## Opis
Pet figur spremlja Kristusovo telo, od katerih tri polagajo Kristusa v grob: Kristusovo telo drži Nikodem, judovski starešina, ki je ponoči na skrivaj obiskal Jezusa, da bi izvedel o njegovih naukih, medtem ko Devica Marija z zanjo značilno modro obleko drži eno od Kristusovih rok, ob njegovih nogah pa je Jožef iz Arimateje. Nikodem nosi lastnosti umetnika samega. To bi lahko navdihnila Michelangelova zamisel v njegovem nedokončanem Podlaganju iz leta 1550, kjer prikazuje sebe kot Nikodema, ki podpira Kristusovo telo, prikazano v stolnici v Firencah.
Prizor prikazuje tudi Marijo Magdaleno, desno v beli obleki z rdečimi lasmi, in Janeza Evangelista, ki stoji za Marijo s sklenjenimi rokami. Kamniti sarkofag je podoben primerkom iz starega Rima. Nenavadna upodobitev Device, ki pomaga pri pokopavanju, ni omenjena v evangelijskih poročilih in morda izhaja iz knjige Pietra Aretina iz leta 1538I quattro libri de la humanità di Christo.
Slika prikazuje slog, ki ga je Tizian takrat razvijal, za katerega je značilna uporaba širokega čopiča in briljantnih barv. Zdaj je v stalni zbirki muzeja Prado v Madridu.
- Pokopavanje Kristusa, ok. 1520, Louvre
- Kristusov pokop, 1572, Prado
- Čaščenje Treh kraljev, 16. stoletje, Prado
- Mučeništvo sv. Lovrenca, 1567, El Escorial